# Chang Ching-wu
Chang Ching-wu, aussi écrit Zhang Jingwu (3 septembre 1906 Yanling, Hunan - 27 octobre 1971), est un homme politique et lieutenant-général chinois communiste.

## Biographie
Chang Ching-wu est né le 3 septembre 1906 dans le village de Xiaguan, municipalité de Miandu, comté de Ling (aujourd'hui Yanling), dans la province méridionale du Hunan.

### Études
En 1925, il sort diplômé de l'école normale provinciale No 3 du Hunan. De 1925 à 1928, il est étudiant dans une école officielle de la province du Hunan.

### Membre du parti communiste chinois
Zhang rejoint le Parti communiste chinois en 1930 et participe à la longue marche. Il participe à l'incorporation du Tibet à la République populaire de Chine et reste secrétaire du parti communiste chinois au Tibet entre mars 1952 et août 1965.
Au début de la révolution culturelle au Tibet, il est vice-président du Département central du PCC pour la stratégie du front-uni du travail.

### Secrétaire du PCC au Tibet
Selon Hugues-Jean de Dianous, le 1er avril 1952 des troubles ont lieu à l'instigation de Lukhangwa qui, avec d'autres nobles tibétains, a formé un parti anti-chinois, le Mimang Tsongdu, qui réclame le départ de l'armée populaire de libération. Le représentant chinois à Lhassa, Chang Ching-wu, demande la démission des personnages qui ont établi le Mimang Tsongdu, lequel est dissous par le dalaï-lama le 1er mai 1952 pour éviter que ses membres ne soient emprisonnés, mais subsiste dans l'ombre jusqu'à mars 1959.
Le Mimang Tsongdu était un mouvement de résistance populaire. Cinq hommes avaient présenté une liste de six doléances aux autorités chinoises. Plutôt que de se préoccuper du mécontentement populaire, Chang Ching-wu en rejeta la responsabilité sur les deux premiers ministres, Lukhangwa et Lobsang Tashi. Lukhangwa avait osé dire à Chang Ching-wu que le peuple souffrait de faim et que les demandes chinoises étaient exorbitantes. Selon Mary Craig, il n'imaginait pas que Lukhangwa puisse être un patriote honnête et incorruptible. Dans un entretien avec Mary Craig en 1995, Gyalo Dhondup a rejeté les accusations de Chang Ching-wu à l'encontre de Lukhangwa et  Lobsang Tashi.

### Emprisonnement
Après 1966, il subit de graves persécutions et meurt en 1971, en raison de mauvais traitements, à la prison de Qincheng. Il y côtoie le Tibétain Phuntsok Wangyal avec qui il avait travaillé au Tibet.